# Ipotești, Botoșani
Ipotești este satul de reședință al comunei Mihai Eminescu din județul Botoșani, Moldova, România.

## Obiective turistice
- Casa memorială Mihai Eminescu din Ipotești
- Biserica de lemn din Ipotești - bisericuța familiei Eminovici
- Biserica Sfinții Voievozi din Ipotești - construită în 1939
- Lacul cu nuferi de la Ipotești
- Observatorul de la Ipotești

## Imagini

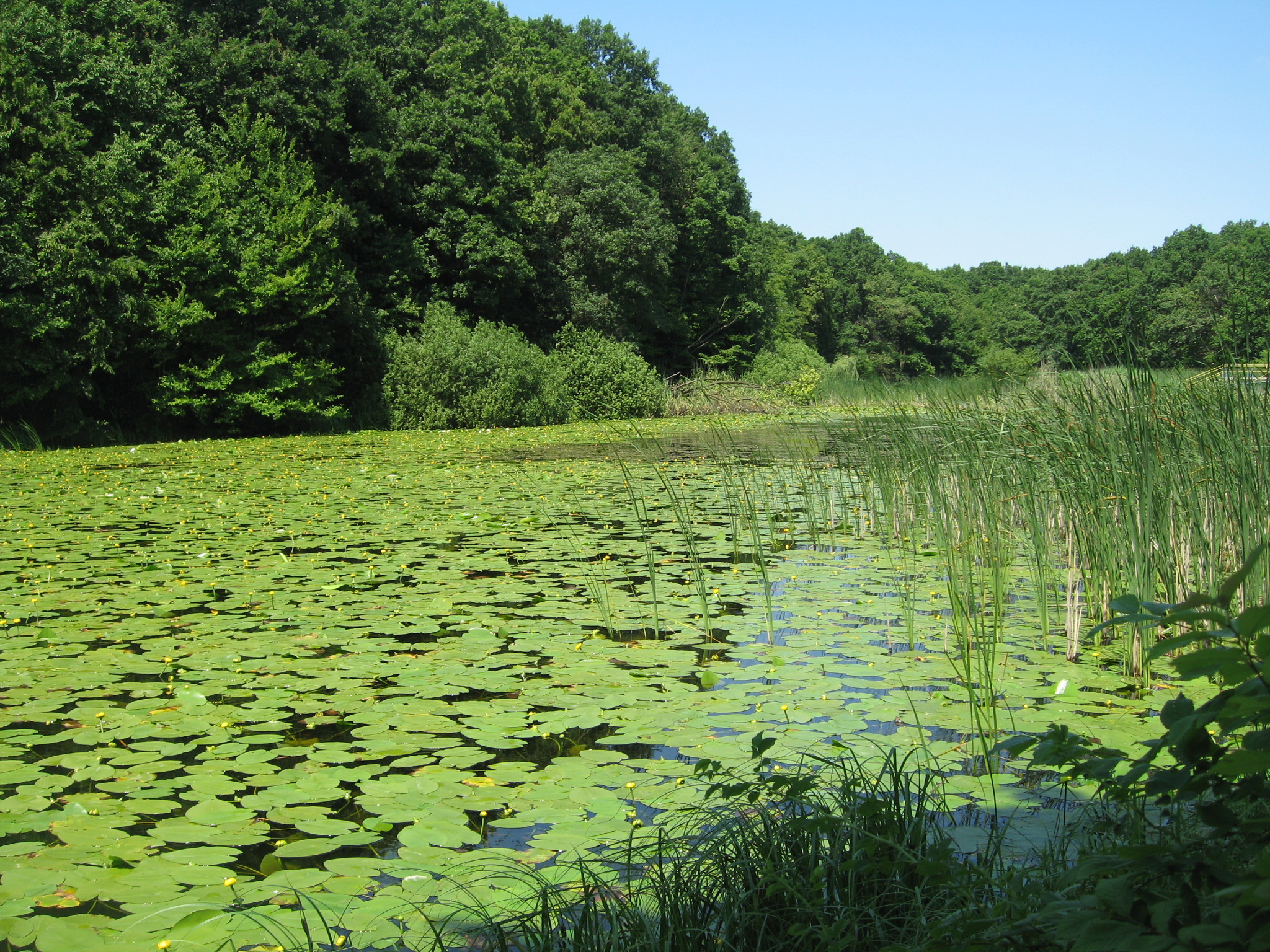
Lacul lui Eminescu din Ipotești

## Informatii topologice, geografice si geologice
Temperaturi medii anuale: 8-10°C
Temperaturi medii luna -Ianuarie: -3- -6°C
-Iulie: 18-23°C
Radiatia solara totala: 115 kCal/cm^2/an
Zona dominanta: de padure- Etajul stejarului 
Stejar:pufos, gorun, peudulos
Tei, frasin, paltin, alun, carpen
Mamifere: lup, cerb, bursuc, caprioara, ras, dihor
Pasari: ciocanitoare, mierla, ghiaur
Soluri: argisoluri - Brun roscate, soluri brune
 Acest articol despre o localitate din județul Botoșani este deocamdată un ciot. Puteți ajuta Wikipedia prin completarea lui.